# قائمة مساجد ديالى
يوجد في ضواحي محافظة ديالى ونواحيها الكثير من الجوامع والمساجد والمراقد والأضرحة الأثرية التي يعود تاريخها إلى عهد الفتح الإسلامي للعراق وهي كالاتي:

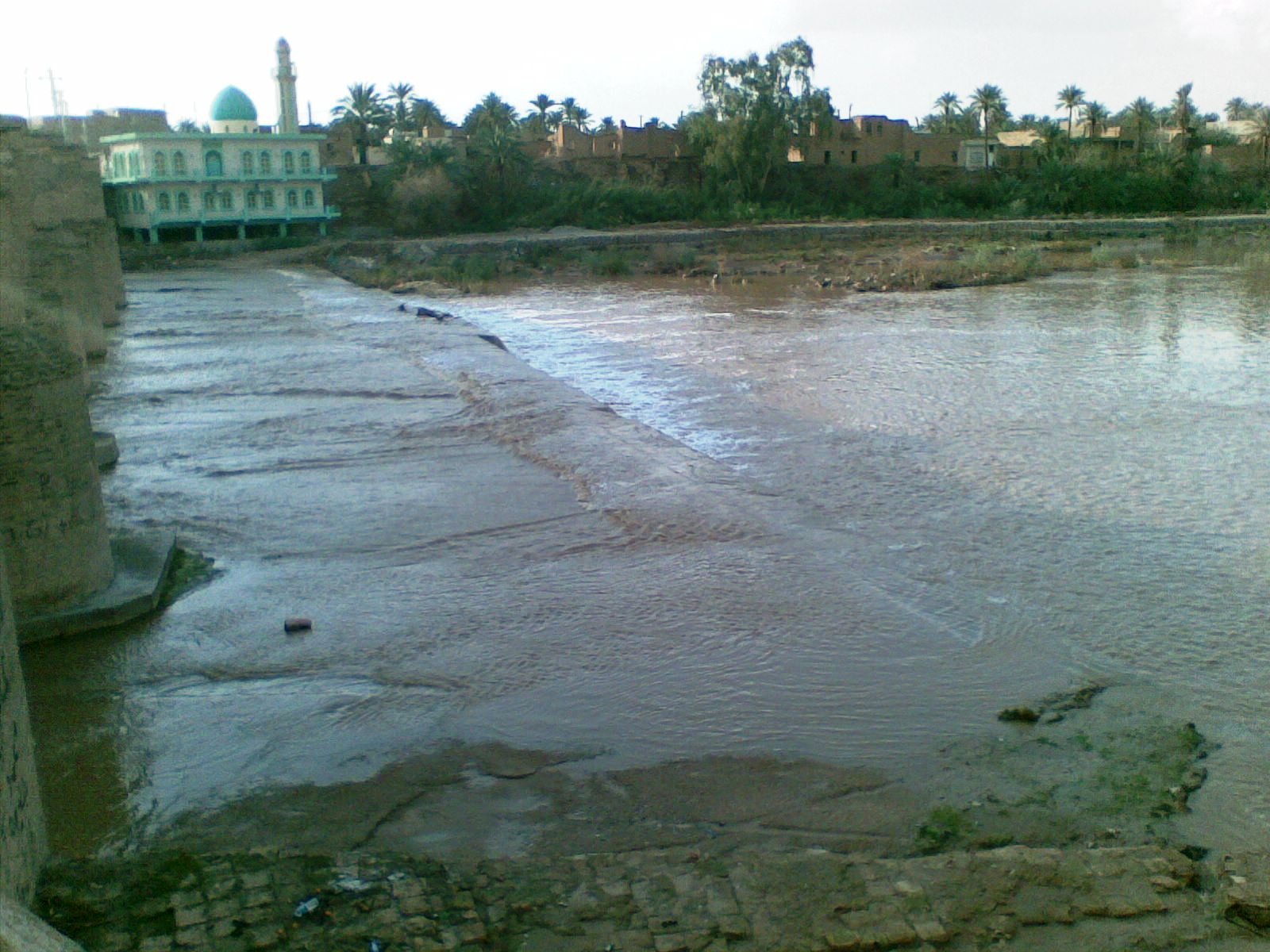
جامع حسن أفندي على نهر الوند في خانقين

- جامع المنصورية الكبير، بني عام 978 هـ/1570م.
- جامع المقدادية الكبير، بني عام 1034 هـ/1625م.
- جامع الخليفة، بني عام 1111هـ/1700م.
- جامع وتكية الشيخ فتاح، بني عام 1214 هـ/1800م.
- جامع خانقين الكبير، بني عام 1224 هـ/1810م.
- جامع عمار بن ياسر، بني عام 1226 هـ/1812م.
- جامع بلدروز القديم، بني عام 1295هـ/1878م.
- جامع الشابندر، بني عام 1300هـ/1882م.
- جامع عبد الله بن عباس، بني عام 1300هـ/1883م.
- جامع مصطفى بك، بني عام 1308هـ/1891م.
- جامع النقشبندي، بني عام 1309 هـ/1891م.
- جامع محمود باشا الجاف، بني عام 1311 هـ/1893م.
- جامع مجيد بك، بني عام 1318هـ/1901م.
- جامع الأورفلي.
- جامع العروبة.
- جامع نازندة خاتون.
- حسينية الزهيرات.

## مساجد بعقوبة
تحتوي مدينة بعقوبة في محافظة ديالى على أكثر من مائة مسجد لأهل السنة والجماعة، حيث بلغ عددها عام 2014 حوالي 132 مسجداً ومنها:
- جامع الشابندر، (خريسان) وبني في عام 1300هـ/1882م.
- جامع الفاروق ( وسط سوق بعقوبة )
- جامع احمد بن حنبل.( منطقة التحرير)
- جامع السيد إبراهيم الحيالي (شارع الديري)
- جامع المصطفى.(منطقة السوامرة)
- جامع الامين محمد صلى الله عليه وسلم (منطقة ام الكرفس)
- جامع الغفور الرحيم (منطقة ام الكرفس)
- جامع الشهيد محمد (منطقة ام الكرفس)
- جامع ابراهيم عزت (منطقة جرف الملح)
- جامع صفاء الدين القيسي (حي المهندسين العلوة)
- جامع الوارث ( منطقة الحصري )
- جامع لا إله إلا الله (منطقة باب الدرب)
- جامع عمر مندان.
- جامع السلام.
- جامع قرة تبة.
- جامع حذيفة بن اليمان.
- جامع عثمان بن عفان.
- جامع المهيمن.
- جامع المصطفى.
- جامع الهدى.
- جامع مصعب بن عمير.
- جامع الحميدية.
- جامع زيد بن حارثة.
- جامع سيد الشهداء حمزة.
- جامع الحبيب المصطفى.
- جامع مكة المكرمة.
- جامع أبو أيوب الانصاري.
- جامع القدس الشريف.
- جامع الشهداء.
- جامع السيد إبراهيم السامرائي.
- جامع سعد بن معاذ.
- جامع سيدنا إبراهيم.
- جامع الأقصى.
- جامع الحكيم.
- جامع داود سالم.
- جامع جعفر بن ابي طالب.
- جامع المدينة المنورة.
- جامع المختار.
- جامع نور الرحمن.
- جامع المؤمنين.
- جامع الحضرة المحمدية.
- جامع الامام علي.
- جامع التقوى.
- جامع كراج بني سعد.
- جامع الرسول.
- جامع الشاكر.
- جامع الخلفاء الراشدين.
- جامع الحمزة سيد الشهداء.
- جامع حد مكسر.
- جامع الدوريين.
- جامع أمين الباچة چي.
- جامع خديجة الكبرى.
- جامع الصديق.
- جامع الامام الغزالي.
- جامع خالد بن الوليد.
- جامع سعد بن معاذ.

## تهديم وتفجير المساجد والجوامع
بدأت في يوم الأثنين 11 كانون الثاني 2016 عمليات تهديم مساجد في ديالى حيث قام مجموعات من المتطرفين الشيعة بتفجير حوالي تسعة مساجد وجوامع في ناحية المقدادية، ومنها جامع المقدادية الكبير وجامع الأورفلي وجامع العروبة وجامع نازندة خاتون وغيرها من الجوامع الأثرية القديمة، وتم التفجير بواسطة عبوات ناسفة.